# Industriële samenleving
Een industriële samenleving is een samenleving waarin de meeste goederen in fabrieken worden gemaakt en veel mensen in steden wonen. Basisvoorwaarden voor het ontstaan van een industriële samenleving zijn de aanwezigheid van kapitaal en arbeid. In een industriële samenleving is verder meestal sprake van een snelle groei van zowel de fabrieken als de stedelijke bevolking en het ontstaan van verschillende sociale klassen zoals de arbeidersklasse.
Industriële samenlevingen ontstonden tegelijk met de industriële revolutie.